# Kairuan
Kairuan (arapski القيروان, Qairawān; francuski: Kairouan), je glavni grad istoimenog vilajeta u Tunisu, oko 150 km južno od glavnoga grada Tunisa i oko 50 km zapadno od Suse na obali Sredozemenog mora. Poznat je kao "četvrti sveti grad islama" i njegovo staro središte je 1988. godine upisano na UNESCO-ov popis mjesta svjetske baštine u Africi.

## Povijest
Kairuan je nastao oko 670. godine kada je arapski general Ukbe Ibn Nafi odabrao lokaciju u pustinji u jednom dijelu guste šume, tada naseljenu divljim zvijerima, kao lokaciju za vojni kamp koji je služio kao vojna baza za daljnja osvajanja prema zapadu. Odabrao je lokaciju koja je udaljena od mora, da bi bio što dalje od mogućnosti stalnih napada Berbera koji su davali veliki otpor daljnjim osvajanjima Arapa. Nazvan je prema arapskoj riječi لقيروان - kairuwân, što znači "vojno odmaralište" (kâr-rat/vojska, i van/uan-kamp).
Otpor Berbera je predvodio Kusaila čije trupe su ubile Ukbu Ibn Nafija otprilike 15. godine nakon što je osnovan Kairuan. Nakon Kusaila, berbersku vojsku je predvodila žena po imenu Al- Kahina, koju su Arapi ubili 702. godine, kada je i berberska vojska potpuno poražena. Nakon toga, Berberi masovno prelaze na islam, ali su opet dugo smatrani građanima drugog reda, što je bio jedan od razloga formiranja sekte Haridžije koja je još uvijek prisutna u ovom području.
God. 745., Berberi- Harižije osvajaju Kairuan koji je tada već bio grad “luksuznih vrtova i farmi maslina”. Na vlasti ostaju sve do konca osmog stoljeća kada ga osvaja arapski general Ibrahim Ibn Al-Aglab koji je od halife Haruna er-Rešida dobio titulu Emir (namjesnik). U razdoblju od 800. do 909. godine, kada je Tunisom vladala dinastija Aglabiti, Kairuan postaje grad u punoj slavi i sjaju kao tadašnja Kufa i Basra.
Izgrađena je Velika Džamija koja je postala jedno od najvažnijih središta islamske znanosti, posebno izučavanja kur’ana. Ubrzo privlači veliki broj muslimana iz raznih dijelova svijeta i postaje jedan od najvećih središta, odmah nakon Meke i Medine. No, sveučilišni centar u kojem se izučavalo znanje imalo je i opći karakter, te je privlačilo studente iz cijelog svijeta.
Aglabidi su također izgradili i palače, knjižnice i vrtove, kao i izvanredan sustav navodnjavanja od kojeg su sačuvani veliki okrugli bazeni. Poslanstvo Karla Velikog je caru Svetog Rimskog carstva posvjedočilo o bogatstvu i raskoši Kairuana, ali i nametnutom porezu koji su morali platiti za svoje raskalašeno pijanstvo.
Odavde su Aglabidi kranuli u pohod u kojemu su osvojili Siciliju 827. godine. God. 893., na zapadu države moćno berbersko pleme Kutama je pokrenulo pokret šijitskih Fatimida, koji su 909. godine zbacili Aglibide s vlasti i ustanovili moćnu Fatimidsku dinastiju koja će vladati cijelom sjevernom Afrikom i Levantom. Tijekom vladavine Fatimida Kairuan gubi na važnosti, kada prijastolnicom najprije postaje Mahdia na obali, a potom Kairo u Egiptu.
Berberska dinastija Ziridi (973. – 1152.) je povela Ifrikiju (obalno kraljevstvo) u poljoprivredni, gospodarski i umjetnički preporod. Osnivane su škole i sveučilišta, a viškom poljoprivrednih proizvoda se morskim putem trgovalo, doneseći veliko bogatstvo ziridskim vladarima. Kada su 1045. godine Ziridi prešli na sunizam, proglasili svoju neovisnost od Fatimida i osnovali savezništvo s Bagdadom, bili su tako strašno uništeni 1057. godine, da Ifrikija nikada više nije povratilo neovisnost. Trebalo je proći 200 godina da bi dinastija Hafsida podigla grad iz ruševina i povratila mu staru slavu.
Kada su 1881. godine Kairuan zauzeli Francuzi, po prvi put je dozvoljeno ne-muslimanima da uđu u grad.

## Znamenitosti
U središtu medine (Utvrđenog starog grada) nalazi se najvažnija džamija u gradu, Velika ili Ukbetova džamija. Hodočasnici koji posjete ovu džamiju se mjere s onima koji idu na hadž u Meku. Džamija je većinom u izvornom stanju iz njezine obnove u 9. stoljeću, nakon što je osnovana 670. godine. Zapravo, većina od 414 njezinih stupova i kapitela potječe sa starijijh građevina iz okolice, većinom iz ruševina Kartage. Svojim planom i ukrasima, Ukbetova džamija je predak svim islamskim džamijama na zapadu.
Džamija triju vrata je osnovana 866. godine i njezino pročelje je jedno od najznamenitijih u islamskoj umjetnosti. Džamija ima tri lučna portala ukrašena tekstovima iz kurana na kufskom pismu (najstariji oblik arapske kaligrafije), ispresjecani biljnim i geometrijskim reljefima i uokvireni izrezbarenim dekorativnim frizom na vrhu. Unutra je podijeljena arkadama na tri broda koji su paralelni zidu na kojemu je mihrab. Maleni minaret je dodan tijekom obnove za Hafsidske dinastije.
Berberska džamija je zapravo zauija (afrička medresa) i mauzolej Sidi Sahaba (pravog imena Abu Zami al-Balaui), Muhamedovog prijatelja koji je navodno sačuvao tri vlasi iz prorokove brade. Izgrađena je u 13. stoljeću, a obnovili su je osmanski begovi u 17. stoljeću. Njezinom svetištu se pristupa iz klaustarskog dvorišta koje je raskošno ukrašeno keramikom i štukaturama.
Ostali znameniti spomenici su dva velika kružna aglabidska bazena za navodnjavanje i dvije džamije, Ansarova džamija iz 7. stoljeća koja je potpuno obnovljena 1650. godine, i Džamija Al Bega iz 17. stoljeća. Sokak (natkrivena tržnica) se nalazi u medini i okružena je zidinama i nastavlja se na glavna gradska vrata. Na njoj se još uvijek može kupiti tradicionalna roba: vrijedni tepisi, vaze i proizvodi od kože.
- Plan grada
- Kairuanski sokak
- Ukbetova džamija
- Molitvena dvorana Ukbetove džamije
- Džamija triju vrata
- Ukrasi Berberske džamije

## Gradovi patneri
| - Bursa, Turska - Córdoba, Španjolska - Tlemcen, Alžir - Fes, Maroko | - Kairo, Egipat - Nišapur, Iran - Samarkand, Uzbekistan - Timbuktu, Mali |

## Vanjske poveznice
- Službena web stranica (engl.)
- KAIRUAN, Glavni grad islamske kulture (engl.)